# Eleições presidenciais portuguesas de 2016 nos Açores
| Eleições presidenciais portuguesas de 2016 Distritos: Aveiro \| Beja \| Braga \| Bragança \| Castelo Branco \| Coimbra \| Évora \| Faro \| Guarda \| Leiria \| Lisboa \| Portalegre \| Porto \| Santarém \| Setúbal \| Viana do Castelo \| Vila Real \| Viseu \| Açores \| Madeira \| Estrangeiro |

## Resultados por Concelho
Os resultados nos concelhos da Região Autónoma dos Açores foram os seguintes:

### Angra do Heroísmo
| Candidato               | Candidato                | Votos  | %               |
| ----------------------- | ------------------------ | ------ | --------------- |
|                         | Marcelo Rebelo de Sousa  | 6 516  | 59,14 / 100,00  |
|                         | António Sampaio da Nóvoa | 2 424  | 22,00 / 100,00  |
|                         | Marisa Matias            | 807    | 7,32 / 100,00   |
|                         | Maria de Belém Roseira   | 535    | 4,86 / 100,00   |
|                         | Paulo de Morais          | 263    | 2,39 / 100,00   |
|                         | Vitorino Silva           | 199    | 1,81 / 100,00   |
|                         | Edgar Silva              | 128    | 1,16 / 100,00   |
|                         | Henrique Neto            | 95     | 0,86 / 100,00   |
|                         | Jorge Sequeira           | 26     | 0,24 / 100,00   |
|                         | Cândido Ferreira         | 25     | 0,23 / 100,00   |
| Votos Inválidos         | Votos Inválidos          | 327    | 2,89 / 100,00   |
| Total                   | Total                    | 11 345 | 100,00 / 100,00 |
| Eleitorado/Participação | Eleitorado/Participação  | 33 102 | 34,27 / 100,00  |

| Freguesia                          | %     | %     | %     | %    | %    | %    | %    | %    | %    | %    | Votantes |
| Freguesia                          | MRS   | ASN   | MM    | MBR  | PM   | VS   | ES   | HN   | JS   | CF   | Votantes |
| ---------------------------------- | ----- | ----- | ----- | ---- | ---- | ---- | ---- | ---- | ---- | ---- | -------- |
| Altares                            | 60,59 | 18,57 | 6,51  | 6,84 | 2,61 | 2,28 | 1,30 | 0,65 | 0,33 | 0,33 | 315      |
| Angra (Nossa Senhora da Conceição) | 55,25 | 23,85 | 9,11  | 3,56 | 2,78 | 2,60 | 1,91 | 0,52 | 0,43 | 0    | 1 179    |
| Angra (Santa Luzia)                | 49,52 | 30,36 | 8,93  | 3,81 | 2,98 | 1,19 | 1,67 | 0,95 | 0,24 | 0,36 | 858      |
| Angra (São Pedro)                  | 58,39 | 24,30 | 7,29  | 3,76 | 3,17 | 1,10 | 0,96 | 0,74 | 0    | 0,29 | 1 384    |
| Angra (Sé)                         | 64,47 | 20,83 | 5,04  | 3,29 | 2,63 | 1,75 | 0,22 | 1,54 | 0    | 0,22 | 463      |
| Cinco Ribeiras                     | 65,34 | 14,44 | 5,05  | 5,42 | 1,44 | 4,69 | 2,17 | 0,72 | 0,36 | 0,36 | 288      |
| Doze Ribeiras                      | 56,29 | 27,54 | 5,39  | 5,99 | 1,20 | 1,20 | 0,60 | 1,20 | 0    | 0,60 | 172      |
| Feteira                            | 63,00 | 18,83 | 5,61  | 6,28 | 2,02 | 2,24 | 0,90 | 0,67 | 0,45 | 0    | 459      |
| Porto Judeu                        | 64,96 | 19,01 | 6,61  | 5,12 | 1,82 | 0,66 | 1,32 | 0,33 | 0    | 0,17 | 627      |
| Posto Santo                        | 57,83 | 24,10 | 9,04  | 4,22 | 3,01 | 0,90 | 0,60 | 0,30 | 0    | 0    | 339      |
| Raminho                            | 62,16 | 17,30 | 4,32  | 6,49 | 2,70 | 1,08 | 2,70 | 2,16 | 1,08 | 0    | 196      |
| Ribeirinha                         | 68,26 | 18,53 | 4,33  | 3,44 | 2,33 | 1,33 | 0,33 | 1,11 | 0    | 0,33 | 929      |
| Santa Bárbara                      | 68,45 | 13,99 | 6,11  | 5,85 | 1,02 | 1,78 | 0,76 | 1,02 | 1,02 | 0    | 406      |
| São Bartolomeu dos Regatos         | 61,11 | 14,29 | 9,52  | 6,75 | 3,17 | 2,18 | 1,39 | 1,19 | 0,20 | 0,20 | 525      |
| São Bento                          | 54,63 | 26,23 | 5,86  | 6,64 | 2,01 | 2,31 | 0,93 | 0,93 | 0,46 | 0    | 669      |
| São Mateus da Calheta              | 50,90 | 25,56 | 10,07 | 5,41 | 2,76 | 2,33 | 1,59 | 0,53 | 0,32 | 0,53 | 971      |
| Serreta                            | 69,57 | 15,22 | 7,25  | 6,52 | 0    | 0    | 1,45 | 0    | 0    | 0    | 146      |
| Terra Chã                          | 55,88 | 23,51 | 9,91  | 4,49 | 1,98 | 1,85 | 0,66 | 1,32 | 0,13 | 0,26 | 796      |
| Vila de São Sebastião              | 63,98 | 18,26 | 4,93  | 6,58 | 1,15 | 2,30 | 1,15 | 1,15 | 0,16 | 0,33 | 623      |
| Angra do Heroísmo                  | 59,14 | 22,00 | 7,32  | 4,86 | 2,39 | 1,81 | 1,16 | 0,86 | 0,24 | 0,23 | 11 345   |

### Calheta
| Candidato               | Candidato                | Votos | %               |
| ----------------------- | ------------------------ | ----- | --------------- |
|                         | Marcelo Rebelo de Sousa  | 922   | 69,22 / 100,00  |
|                         | António Sampaio da Nóvoa | 205   | 15,39 / 100,00  |
|                         | Marisa Matias            | 83    | 6,23 / 100,00   |
|                         | Maria de Belém Roseira   | 41    | 3,08 / 100,00   |
|                         | Vitorino Silva           | 30    | 2,25 / 100,00   |
|                         | Paulo de Morais          | 21    | 1,58 / 100,00   |
|                         | Edgar Silva              | 13    | 0,98 / 100,00   |
|                         | Henrique Neto            | 8     | 0,60 / 100,00   |
|                         | Jorge Sequeira           | 5     | 0,38 / 100,00   |
|                         | Cândido Ferreira         | 4     | 0,30 / 100,00   |
| Votos Inválidos         | Votos Inválidos          | 28    | 2,06 / 100,00   |
| Total                   | Total                    | 1 360 | 100,00 / 100,00 |
| Eleitorado/Participação | Eleitorado/Participação  | 3 644 | 37,32 / 100,00  |

| Freguesia                       | %     | %     | %    | %    | %    | %    | %    | %    | %    | %    | Votantes |
| Freguesia                       | MRS   | ASN   | MM   | MBR  | VS   | PM   | HN   | ES   | JS   | CF   | Votantes |
| ------------------------------- | ----- | ----- | ---- | ---- | ---- | ---- | ---- | ---- | ---- | ---- | -------- |
| Calheta                         | 53,33 | 25,56 | 8,22 | 4,22 | 3,33 | 2,67 | 1,11 | 0,89 | 0,22 | 0,44 | 459      |
| Norte Pequeno                   | 84,62 | 5,49  | 2,20 | 2,20 | 2,20 | 1,10 | 1,10 | 0    | 1,10 | 0    | 94       |
| Ribeira Seca                    | 80,38 | 8,06  | 5,65 | 2,15 | 1,61 | 0,81 | 0,81 | 0    | 0,27 | 0,27 | 382      |
| Santo Antão                     | 74,19 | 9,68  | 7,26 | 3,23 | 1,61 | 0,81 | 1,21 | 0,81 | 0,81 | 0,40 | 251      |
| Topo (Nossa Senhora do Rosário) | 71,35 | 18,13 | 2,92 | 2,34 | 1,75 | 1,75 | 0,58 | 1,17 | 0    | 0    | 174      |
| Calheta                         | 69,22 | 15,39 | 6,23 | 3,08 | 2,25 | 1,58 | 0,98 | 0,60 | 0,38 | 0,30 | 1 360    |

### Corvo
| Candidato               | Candidato                | Votos | %               |
| ----------------------- | ------------------------ | ----- | --------------- |
|                         | Marcelo Rebelo de Sousa  | 55    | 42,64 / 100,00  |
|                         | António Sampaio da Nóvoa | 45    | 34,88 / 100,00  |
|                         | Marisa Matias            | 11    | 8,53 / 100,00   |
|                         | Vitorino Silva           | 9     | 6,98 / 100,00   |
|                         | Maria de Belém Roseira   | 6     | 4,65 / 100,00   |
|                         | Paulo de Morais          | 1     | 0,78 / 100,00   |
|                         | Edgar Silva              | 1     | 0,78 / 100,00   |
|                         | Cândido Ferreira         | 1     | 0,78 / 100,00   |
|                         | Henrique Neto            | 0     | 0,00 / 100,00   |
|                         | Jorge Sequeira           | 0     | 0,00 / 100,00   |
| Votos Inválidos         | Votos Inválidos          | 5     | 3,73 / 100,00   |
| Total                   | Total                    | 134   | 100,00 / 100,00 |
| Eleitorado/Participação | Eleitorado/Participação  | 338   | 39,64 / 100,00  |

| Freguesia | %     | %     | %    | %    | %    | %    | %    | %    | %  | %  | Votantes |
| Freguesia | MRS   | ASN   | MM   | VS   | MBR  | PM   | ES   | CF   | HN | JS | Votantes |
| --------- | ----- | ----- | ---- | ---- | ---- | ---- | ---- | ---- | -- | -- | -------- |
| Corvo     | 42,64 | 34,88 | 8,53 | 6,98 | 4,65 | 0,78 | 0,78 | 0,78 | 0  | 0  | 134      |
| Corvo     | 42,64 | 34,88 | 8,53 | 6,98 | 4,65 | 0,78 | 0,78 | 0,78 | 0  | 0  | 134      |

### Horta
| Candidato               | Candidato                | Votos  | %               |
| ----------------------- | ------------------------ | ------ | --------------- |
|                         | Marcelo Rebelo de Sousa  | 2 690  | 57,06 / 100,00  |
|                         | António Sampaio da Nóvoa | 994    | 21,09 / 100,00  |
|                         | Marisa Matias            | 412    | 8,74 / 100,00   |
|                         | Maria de Belém Roseira   | 198    | 4,20 / 100,00   |
|                         | Vitorino Silva           | 140    | 2,97 / 100,00   |
|                         | Edgar Silva              | 121    | 2,57 / 100,00   |
|                         | Paulo de Morais          | 93     | 1,97 / 100,00   |
|                         | Henrique Neto            | 43     | 0,91 / 100,00   |
|                         | Cândido Ferreira         | 12     | 0,25 / 100,00   |
|                         | Jorge Sequeira           | 11     | 0,23 / 100,00   |
| Votos Inválidos         | Votos Inválidos          | 153    | 3,14 / 100,00   |
| Total                   | Total                    | 4 867  | 100,00 / 100,00 |
| Eleitorado/Participação | Eleitorado/Participação  | 13 052 | 37,29 / 100,00  |

| Freguesia           | %     | %     | %     | %    | %    | %    | %    | %    | %    | %    | Votantes |
| Freguesia           | MRS   | ASN   | MM    | MBR  | VS   | ES   | PM   | HN   | CF   | JS   | Votantes |
| ------------------- | ----- | ----- | ----- | ---- | ---- | ---- | ---- | ---- | ---- | ---- | -------- |
| Capelo              | 55,29 | 18,82 | 11,76 | 1,76 | 4,71 | 4,12 | 1,76 | 1,18 | 0,59 | 0    | 177      |
| Castelo Branco      | 57,83 | 19,70 | 9,34  | 4,04 | 2,53 | 0,76 | 3,28 | 1,52 | 0,25 | 0,76 | 412      |
| Cedros              | 71,31 | 12,57 | 6,01  | 3,55 | 3,01 | 1,91 | 0    | 0,55 | 0,82 | 0,27 | 379      |
| Feteira             | 52,04 | 21,27 | 9,05  | 6,79 | 4,52 | 2,04 | 2,71 | 1,13 | 0    | 0,45 | 453      |
| Flamengos           | 59,96 | 19,91 | 8,32  | 5,91 | 1,53 | 1,31 | 1,97 | 0,44 | 0,22 | 0,44 | 476      |
| Horta (Angústias)   | 48,52 | 25,81 | 10,97 | 6,06 | 1,68 | 3,48 | 2,32 | 0,77 | 0,39 | 0    | 791      |
| Horta (Conceição)   | 56,75 | 23,50 | 8,75  | 2,75 | 3,00 | 2,50 | 1,50 | 1,00 | 0    | 0,25 | 410      |
| Horta (Matriz)      | 53,28 | 23,86 | 8,96  | 2,27 | 3,91 | 4,42 | 2,02 | 1,01 | 0    | 0,25 | 810      |
| Pedro Miguel        | 55,72 | 23,38 | 10,95 | 2,49 | 2,49 | 1,99 | 1,00 | 1,00 | 1,00 | 0    | 210      |
| Praia do Almoxarife | 52,44 | 25,08 | 8,47  | 4,89 | 3,91 | 1,63 | 2,61 | 0,98 | 0    | 0    | 319      |
| Praia do Norte      | 77,05 | 10,66 | 0     | 3,28 | 4,10 | 2,46 | 0,82 | 1,64 | 0    | 0    | 129      |
| Ribeirinha          | 63,87 | 18,71 | 5,81  | 3,87 | 3,23 | 1,94 | 1,94 | 0    | 0,65 | 0    | 163      |
| Salão               | 84,73 | 3,05  | 5,34  | 2,29 | 0,76 | 1,53 | 1,53 | 0,76 | 0    | 0    | 138      |
| Horta               | 57,06 | 21,09 | 8,74  | 4,20 | 2,97 | 2,57 | 1,97 | 0,91 | 0,25 | 0,23 | 4 867    |

### Lagoa
| Candidato               | Candidato                | Votos  | %               |
| ----------------------- | ------------------------ | ------ | --------------- |
|                         | Marcelo Rebelo de Sousa  | 1 789  | 54,91 / 100,00  |
|                         | António Sampaio da Nóvoa | 771    | 23,66 / 100,00  |
|                         | Marisa Matias            | 299    | 9,18 / 100,00   |
|                         | Maria de Belém Roseira   | 170    | 5,22 / 100,00   |
|                         | Paulo de Morais          | 90     | 2,76 / 100,00   |
|                         | Vitorino Silva           | 58     | 1,78 / 100,00   |
|                         | Edgar Silva              | 44     | 1,35 / 100,00   |
|                         | Henrique Neto            | 21     | 0,64 / 100,00   |
|                         | Jorge Sequeira           | 9      | 0,28 / 100,00   |
|                         | Cândido Ferreira         | 7      | 0,21 / 100,00   |
| Votos Inválidos         | Votos Inválidos          | 104    | 3,09 / 100,00   |
| Total                   | Total                    | 3 362  | 100,00 / 100,00 |
| Eleitorado/Participação | Eleitorado/Participação  | 12 674 | 26,53 / 100,00  |

| Freguesia                        | %     | %     | %     | %    | %    | %    | %    | %    | %    | %    | Votantes |
| Freguesia                        | MRS   | ASN   | MM    | MBR  | PM   | VS   | ES   | HN   | JS   | CF   | Votantes |
| -------------------------------- | ----- | ----- | ----- | ---- | ---- | ---- | ---- | ---- | ---- | ---- | -------- |
| Água de Pau                      | 52,90 | 25,93 | 8,09  | 5,81 | 2,90 | 1,24 | 2,07 | 0,83 | 0,21 | 0    | 499      |
| Cabouco                          | 54,68 | 27,10 | 7,91  | 4,32 | 3,12 | 1,68 | 0,48 | 0    | 0,48 | 0,24 | 437      |
| Lagoa (Nossa Senhora do Rosário) | 54,14 | 24,07 | 9,38  | 4,90 | 3,24 | 1,86 | 1,31 | 0,76 | 0,28 | 0,07 | 1 487    |
| Lagoa (Santa Cruz)               | 57,58 | 20,64 | 10,06 | 5,35 | 1,78 | 2,17 | 1,27 | 0,38 | 0,13 | 0,64 | 800      |
| Ribeira Chã                      | 55,65 | 17,74 | 9,68  | 8,87 | 1,61 | 0,81 | 2,42 | 2,42 | 0,81 | 0    | 139      |
| Lagoa                            | 54,91 | 23,66 | 9,18  | 5,22 | 2,76 | 1,78 | 1,35 | 0,64 | 0,28 | 0,21 | 3 362    |

### Lajes das Flores
| Candidato               | Candidato                | Votos | %               |
| ----------------------- | ------------------------ | ----- | --------------- |
|                         | Marcelo Rebelo de Sousa  | 291   | 58,20 / 100,00  |
|                         | António Sampaio da Nóvoa | 91    | 18,20 / 100,00  |
|                         | Marisa Matias            | 59    | 11,80 / 100,00  |
|                         | Maria de Belém Roseira   | 22    | 4,40 / 100,00   |
|                         | Vitorino Silva           | 15    | 3,00 / 100,00   |
|                         | Edgar Silva              | 10    | 2,00 / 100,00   |
|                         | Paulo de Morais          | 6     | 1,20 / 100,00   |
|                         | Henrique Neto            | 2     | 0,40 / 100,00   |
|                         | Jorge Sequeira           | 2     | 0,40 / 100,00   |
|                         | Cândido Ferreira         | 2     | 0,40 / 100,00   |
| Votos Inválidos         | Votos Inválidos          | 29    | 5,48 / 100,00   |
| Total                   | Total                    | 529   | 100,00 / 100,00 |
| Eleitorado/Participação | Eleitorado/Participação  | 1 287 | 41,10 / 100,00  |

| Freguesia        | %     | %     | %     | %    | %    | %    | %    | %    | %    | %    | Votantes |
| Freguesia        | MRS   | ASN   | MM    | MBR  | VS   | ES   | PM   | HN   | JS   | CF   | Votantes |
| ---------------- | ----- | ----- | ----- | ---- | ---- | ---- | ---- | ---- | ---- | ---- | -------- |
| Fajã Grande      | 44,29 | 27,14 | 12,86 | 8,57 | 2,86 | 0    | 4,29 | 0    | 0    | 0    | 73       |
| Fajãzinha        | 55,56 | 27,78 | 5,56  | 5,56 | 0    | 2,78 | 0    | 2,78 | 0    | 0    | 41       |
| Fazenda          | 58,16 | 21,43 | 11,22 | 3,06 | 2,04 | 1,02 | 0    | 0    | 2,04 | 1,02 | 102      |
| Lajedo           | 71,74 | 4,35  | 4,35  | 2,17 | 8,70 | 6,52 | 0    | 2,17 | 0    | 0    | 48       |
| Lajes das Flores | 58,82 | 17,65 | 14,12 | 4,12 | 1,76 | 2,35 | 1,18 | 0    | 0    | 0    | 179      |
| Lomba            | 60,29 | 11,76 | 14,71 | 4,41 | 4,41 | 1,47 | 1,47 | 0    | 0    | 1,47 | 70       |
| Mosteiro         | 75,00 | 8,33  | 8,33  | 0    | 8,33 | 0    | 0    | 0    |      | 0    | 16       |
| Lajes das Flores | 58,20 | 18,20 | 11,80 | 4,40 | 3,00 | 2,00 | 1,20 | 0,40 | 0,40 | 0,40 | 529      |

### Lajes do Pico
| Candidato               | Candidato                | Votos | %               |
| ----------------------- | ------------------------ | ----- | --------------- |
|                         | Marcelo Rebelo de Sousa  | 927   | 58,08 / 100,00  |
|                         | António Sampaio da Nóvoa | 372   | 23,31 / 100,00  |
|                         | Marisa Matias            | 136   | 8,52 / 100,00   |
|                         | Maria de Belém Roseira   | 71    | 4,45 / 100,00   |
|                         | Vitorino Silva           | 53    | 3,32 / 100,00   |
|                         | Edgar Silva              | 12    | 0,75 / 100,00   |
|                         | Paulo de Morais          | 10    | 0,63 / 100,00   |
|                         | Henrique Neto            | 6     | 0,38 / 100,00   |
|                         | Cândido Ferreira         | 6     | 0,38 / 100,00   |
|                         | Jorge Sequeira           | 3     | 0,19 / 100,00   |
| Votos Inválidos         | Votos Inválidos          | 60    | 3,62 / 100,00   |
| Total                   | Total                    | 1 656 | 100,00 / 100,00 |
| Eleitorado/Participação | Eleitorado/Participação  | 4 527 | 36,58 / 100,00  |

| Freguesia          | %     | %     | %     | %    | %    | %    | %    | %    | %    | %    | Votantes |
| Freguesia          | MRS   | ASN   | MM    | MBR  | VS   | ES   | PM   | HN   | CF   | JS   | Votantes |
| ------------------ | ----- | ----- | ----- | ---- | ---- | ---- | ---- | ---- | ---- | ---- | -------- |
| Calheta de Nesquim | 66,29 | 13,48 | 8,99  | 3,37 | 5,62 | 0    | 1,12 | 0    | 1,12 | 0    | 94       |
| Lajes do Pico      | 51,17 | 27,26 | 9,03  | 5,35 | 4,18 | 1,17 | 0,50 | 0,84 | 0,50 | 0    | 627      |
| Piedade            | 68,36 | 17,82 | 6,55  | 2,18 | 2,91 | 0,73 | 0,73 | 0    | 0,36 | 0,36 | 284      |
| Ribeiras           | 63,48 | 20,92 | 8,16  | 4,61 | 1,06 | 0,35 | 1,06 | 0    | 0    | 0,35 | 286      |
| Ribeirinha         | 42,86 | 34,29 | 14,29 | 4,29 | 4,29 | 0    | 0    | 0    | 0    | 0    | 146      |
| São João           | 63,68 | 19,34 | 6,13  | 5,19 | 2,83 | 0,94 | 0,47 | 0,47 | 0,47 | 0,47 | 219      |
| Lajes do Pico      | 58,08 | 23,31 | 8,52  | 4,45 | 3,32 | 0,75 | 0,63 | 0,38 | 0,38 | 0,19 | 1 656    |

### Madalena
| Candidato               | Candidato                | Votos | %               |
| ----------------------- | ------------------------ | ----- | --------------- |
|                         | Marcelo Rebelo de Sousa  | 1 295 | 65,21 / 100,00  |
|                         | António Sampaio da Nóvoa | 356   | 17,93 / 100,00  |
|                         | Marisa Matias            | 152   | 7,65 / 100,00   |
|                         | Maria de Belém Roseira   | 70    | 3,52 / 100,00   |
|                         | Vitorino Silva           | 48    | 2,42 / 100,00   |
|                         | Paulo de Morais          | 21    | 1,06 / 100,00   |
|                         | Edgar Silva              | 16    | 0,81 / 100,00   |
|                         | Henrique Neto            | 16    | 0,81 / 100,00   |
|                         | Jorge Sequeira           | 6     | 0,30 / 100,00   |
|                         | Cândido Ferreira         | 6     | 0,30 / 100,00   |
| Votos Inválidos         | Votos Inválidos          | 59    | 2,89 / 100,00   |
| Total                   | Total                    | 2 045 | 100,00 / 100,00 |
| Eleitorado/Participação | Eleitorado/Participação  | 5 743 | 35,61 / 100,00  |

| Freguesia     | %     | %     | %     | %    | %    | %    | %    | %    | %    | %    | Votantes |
| Freguesia     | MRS   | ASN   | MM    | MBR  | VS   | PM   | ES   | HN   | JS   | CF   | Votantes |
| ------------- | ----- | ----- | ----- | ---- | ---- | ---- | ---- | ---- | ---- | ---- | -------- |
| Bandeiras     | 63,47 | 16,77 | 6,59  | 6,59 | 2,99 | 0    | 1,20 | 2,40 | 0    | 0    | 171      |
| Candelária    | 59,33 | 21,00 | 10,67 | 3,67 | 2,33 | 1,33 | 0,67 | 0,33 | 0,67 | 0    | 304      |
| Criação Velha | 70,45 | 11,74 | 11,34 | 2,43 | 2,83 | 0,40 | 0,40 | 0    | 0    | 0,40 | 261      |
| Madalena      | 64,74 | 18,46 | 6,92  | 3,33 | 1,79 | 1,92 | 1,03 | 0,90 | 0,26 | 0,64 | 798      |
| São Caetano   | 71,26 | 13,22 | 7,47  | 2,87 | 2,30 | 0,57 | 0,57 | 1,72 | 0    | 0    | 180      |
| São Mateus    | 65,41 | 21,70 | 4,40  | 3,46 | 3,46 | 0    | 0,63 | 0,31 | 0,63 | 0    | 331      |
| Madalena      | 65,21 | 17,93 | 7,65  | 3,52 | 2,42 | 1,06 | 0,81 | 0,81 | 0,30 | 0,30 | 2 045    |

### Nordeste
| Candidato               | Candidato                | Votos | %               |
| ----------------------- | ------------------------ | ----- | --------------- |
|                         | Marcelo Rebelo de Sousa  | 1 134 | 57,16 / 100,00  |
|                         | António Sampaio da Nóvoa | 423   | 21,32 / 100,00  |
|                         | Marisa Matias            | 182   | 9,17 / 100,00   |
|                         | Maria de Belém Roseira   | 104   | 5,24 / 100,00   |
|                         | Vitorino Silva           | 54    | 2,72 / 100,00   |
|                         | Edgar Silva              | 29    | 1,46 / 100,00   |
|                         | Henrique Neto            | 19    | 0,96 / 100,00   |
|                         | Paulo de Morais          | 17    | 0,86 / 100,00   |
|                         | Cândido Ferreira         | 14    | 0,71 / 100,00   |
|                         | Jorge Sequeira           | 8     | 0,40 / 100,00   |
| Votos Inválidos         | Votos Inválidos          | 97    | 4,66 / 100,00   |
| Total                   | Total                    | 2 081 | 100,00 / 100,00 |
| Eleitorado/Participação | Eleitorado/Participação  | 4 858 | 42,84 / 100,00  |

| Freguesia                    | %     | %     | %     | %    | %    | %    | %    | %    | %    | %    | Votantes |
| Freguesia                    | MRS   | ASN   | MM    | MBR  | VS   | ES   | HN   | PM   | CF   | JS   | Votantes |
| ---------------------------- | ----- | ----- | ----- | ---- | ---- | ---- | ---- | ---- | ---- | ---- | -------- |
| Achada                       | 54,64 | 18,56 | 9,79  | 8,76 | 3,61 | 2,58 | 1,55 | 0    | 0,52 | 0    | 199      |
| Achadinha                    | 44,63 | 28,25 | 12,43 | 8,47 | 3,39 | 1,13 | 0    | 0    | 1,69 | 0    | 189      |
| Algarvia                     | 66,91 | 15,44 | 6,62  | 3,68 | 2,94 | 2,21 | 0,74 | 1,47 | 0    | 0    | 144      |
| Lomba da Fazenda             | 61,71 | 18,46 | 9,09  | 3,31 | 2,48 | 1,38 | 0,83 | 0,83 | 1,65 | 0,28 | 381      |
| Nordeste                     | 63,12 | 18,54 | 7,89  | 3,16 | 2,96 | 0,79 | 1,18 | 1,78 | 0    | 0,59 | 527      |
| Salga                        | 46,01 | 26,38 | 12,27 | 7,36 | 2,45 | 1,84 | 2,45 | 0,61 | 0,61 | 0    | 170      |
| Santana                      | 47,59 | 31,55 | 8,02  | 6,42 | 2,14 | 3,21 | 0    | 0    | 1,07 | 0    | 206      |
| Santo António de Nordestinho | 62,91 | 17,22 | 10,60 | 5,96 | 1,32 | 0,66 | 0,66 | 0    | 0    | 0,66 | 153      |
| São Pedro de Nordestinho     | 51,89 | 25,47 | 7,55  | 5,66 | 2,83 | 0    | 0,94 | 1,89 | 0,94 | 2,83 | 112      |
| Nordeste                     | 57,16 | 21,32 | 9,17  | 5,24 | 2,72 | 1,46 | 0,96 | 0,86 | 0,71 | 0,40 | 2 081    |

### Ponta Delgada
| Candidato               | Candidato                | Votos  | %               |
| ----------------------- | ------------------------ | ------ | --------------- |
|                         | Marcelo Rebelo de Sousa  | 10 748 | 56,89 / 100,00  |
|                         | António Sampaio da Nóvoa | 4 356  | 23,05 / 100,00  |
|                         | Marisa Matias            | 1 764  | 9,34 / 100,00   |
|                         | Maria de Belém Roseira   | 661    | 3,50 / 100,00   |
|                         | Paulo de Morais          | 506    | 2,68 / 100,00   |
|                         | Vitorino Silva           | 334    | 1,77 / 100,00   |
|                         | Edgar Silva              | 248    | 1,31 / 100,00   |
|                         | Henrique Neto            | 170    | 0,90 / 100,00   |
|                         | Jorge Sequeira           | 58     | 0,31 / 100,00   |
|                         | Cândido Ferreira         | 49     | 0,26 / 100,00   |
| Votos Inválidos         | Votos Inválidos          | 435    | 2,25 / 100,00   |
| Total                   | Total                    | 19 329 | 100,00 / 100,00 |
| Eleitorado/Participação | Eleitorado/Participação  | 64 574 | 29,93 / 100,00  |

| Freguesia                     | %     | %     | %     | %    | %    | %    | %    | %    | %    | %    | Votantes |
| Freguesia                     | MRS   | ASN   | MM    | MBR  | PM   | VS   | ES   | HN   | JS   | CF   | Votantes |
| ----------------------------- | ----- | ----- | ----- | ---- | ---- | ---- | ---- | ---- | ---- | ---- | -------- |
| Ajuda da Bretanha             | 64,44 | 11,67 | 6,67  | 3,33 | 4,44 | 4,44 | 1,11 | 0,56 | 1,11 | 2,22 | 190      |
| Arrifes                       | 56,30 | 23,07 | 9,40  | 4,43 | 1,91 | 1,99 | 1,30 | 0,92 | 0,23 | 0,46 | 1 342    |
| Candelária                    | 60,00 | 18,22 | 11,11 | 4,44 | 1,33 | 1,33 | 1,33 | 1,78 | 0,44 | 0    | 227      |
| Capelas                       | 57,87 | 21,12 | 10,56 | 4,28 | 1,29 | 2,09 | 1,39 | 0,50 | 0,20 | 0,70 | 1 026    |
| Covoada                       | 62,19 | 18,02 | 9,54  | 2,47 | 1,77 | 2,12 | 2,12 | 1,41 | 0,35 | 0    | 291      |
| Fajã de Baixo                 | 55,74 | 25,57 | 8,44  | 2,30 | 3,72 | 1,80 | 0,74 | 0,99 | 0,56 | 0,12 | 1 653    |
| Fajã de Cima                  | 58,61 | 22,75 | 10,28 | 2,70 | 1,67 | 1,54 | 1,03 | 0,90 | 0,13 | 0,39 | 790      |
| Fenais da Luz                 | 54,91 | 20,76 | 12,05 | 2,68 | 4,46 | 1,56 | 2,01 | 0,89 | 0,22 | 0,45 | 455      |
| Feteiras                      | 54,11 | 21,65 | 6,93  | 7,79 | 2,60 | 2,60 | 1,73 | 1,30 | 0,43 | 0,87 | 237      |
| Ginetes                       | 60,07 | 18,40 | 11,46 | 5,56 | 0,69 | 2,43 | 1,04 | 0    | 0,35 | 0    | 291      |
| Mosteiros                     | 66,11 | 17,61 | 7,31  | 4,98 | 0,33 | 1,66 | 1,66 | 0,33 | 0    | 0    | 305      |
| Pilar da Bretanha             | 57,65 | 15,31 | 14,29 | 5,61 | 2,04 | 0,51 | 2,04 | 1,53 | 1,02 | 0    | 198      |
| Ponta Delgada (São José)      | 55,72 | 25,46 | 9,01  | 2,73 | 2,63 | 1,57 | 1,27 | 1,37 | 0,20 | 0,05 | 2 027    |
| Ponta Delgada (São Pedro)     | 53,76 | 27,24 | 8,39  | 2,52 | 3,85 | 1,56 | 1,72 | 0,76 | 0,11 | 0,08 | 2 679    |
| Ponta Delgada (São Sebastião) | 58,11 | 22,96 | 8,11  | 2,84 | 3,36 | 1,32 | 0,99 | 1,45 | 0,59 | 0,26 | 1 555    |
| Relva                         | 61,07 | 20,96 | 7,42  | 4,43 | 1,95 | 1,69 | 1,56 | 0,52 | 0,13 | 0,26 | 787      |
| Remédios                      | 60,77 | 14,47 | 11,25 | 7,07 | 1,61 | 3,22 | 0,96 | 0,64 | 0    | 0    | 320      |
| Rosto do Cão (Livramento)     | 57,63 | 22,47 | 10,38 | 3,69 | 2,14 | 1,63 | 0,86 | 0,77 | 0,34 | 0,09 | 1 195    |
| Rosto do Cão (São Roque)      | 53,79 | 24,44 | 9,76  | 3,75 | 3,59 | 2,00 | 1,50 | 0,83 | 0,17 | 0,17 | 1 219    |
| Santa Bárbara                 | 55,60 | 20,75 | 12,45 | 3,73 | 0,83 | 3,32 | 1,24 | 0,41 | 0,41 | 1,24 | 246      |
| Santa Clara                   | 52,38 | 25,52 | 9,72  | 4,53 | 3,31 | 1,55 | 1,66 | 0,55 | 0,33 | 0,44 | 928      |
| Santo António                 | 62,50 | 18,44 | 9,02  | 3,89 | 1,23 | 2,25 | 1,02 | 0,82 | 0,41 | 0,41 | 499      |
| São Vicente Ferreira          | 61,13 | 18,93 | 10,69 | 2,60 | 2,17 | 1,73 | 1,16 | 0,87 | 0,58 | 0,14 | 710      |
| Sete Cidades                  | 57,96 | 21,02 | 9,55  | 8,28 | 0,64 | 0    | 1,27 | 0    | 0,64 | 0,64 | 159      |
| Ponta Delgada                 | 56,89 | 23,05 | 9,34  | 3,50 | 2,68 | 1,77 | 1,31 | 0,90 | 0,31 | 0,26 | 19 329   |

### Povoação
| Candidato               | Candidato                | Votos | %               |
| ----------------------- | ------------------------ | ----- | --------------- |
|                         | Marcelo Rebelo de Sousa  | 1 053 | 57,35 / 100,00  |
|                         | António Sampaio da Nóvoa | 391   | 21,30 / 100,00  |
|                         | Marisa Matias            | 165   | 8,99 / 100,00   |
|                         | Maria de Belém Roseira   | 93    | 5,07 / 100,00   |
|                         | Vitorino Silva           | 61    | 3,32 / 100,00   |
|                         | Paulo de Morais          | 29    | 1,58 / 100,00   |
|                         | Edgar Silva              | 16    | 0,87 / 100,00   |
|                         | Henrique Neto            | 10    | 0,54 / 100,00   |
|                         | Jorge Sequeira           | 10    | 0,54 / 100,00   |
|                         | Cândido Ferreira         | 8     | 0,44 / 100,00   |
| Votos Inválidos         | Votos Inválidos          | 95    | 4,92 / 100,00   |
| Total                   | Total                    | 1 931 | 100,00 / 100,00 |
| Eleitorado/Participação | Eleitorado/Participação  | 6 470 | 29,85 / 100,00  |

| Freguesia                  | %     | %     | %     | %    | %    | %    | %    | %    | %    | %    | Votantes |
| Freguesia                  | MRS   | ASN   | MM    | MBR  | VS   | PM   | ES   | HN   | JS   | CF   | Votantes |
| -------------------------- | ----- | ----- | ----- | ---- | ---- | ---- | ---- | ---- | ---- | ---- | -------- |
| Água Retorta               | 58,14 | 24,03 | 4,65  | 4,65 | 4,65 | 0    | 1,55 | 0    | 2,33 | 0    | 136      |
| Faial da Terra             | 58,25 | 22,33 | 4,85  | 7,77 | 0    | 2,91 | 2,91 | 0,97 | 0    | 0    | 114      |
| Furnas                     | 56,74 | 19,15 | 13,71 | 5,20 | 2,84 | 1,42 | 0,71 | 0    | 0    | 0,24 | 438      |
| Nossa Senhora dos Remédios | 62,39 | 19,37 | 6,55  | 5,70 | 1,99 | 1,42 | 1,14 | 0,28 | 0,85 | 0,28 | 368      |
| Povoação                   | 53,50 | 24,73 | 7,78  | 4,82 | 4,20 | 2,18 | 0,62 | 0,93 | 0,62 | 0,62 | 680      |
| Ribeira Quente             | 61,50 | 15,51 | 12,30 | 3,21 | 4,81 | 0,53 | 0    | 1,07 | 0    | 1,07 | 195      |
| Povoação                   | 57,35 | 21,30 | 8,99  | 5,07 | 3,32 | 1,58 | 0,87 | 0,54 | 0,54 | 0,44 | 1 931    |

### Ribeira Grande
| Candidato               | Candidato                | Votos  | %               |
| ----------------------- | ------------------------ | ------ | --------------- |
|                         | Marcelo Rebelo de Sousa  | 3 916  | 56,49 / 100,00  |
|                         | António Sampaio da Nóvoa | 1 303  | 18,80 / 100,00  |
|                         | Marisa Matias            | 820    | 11,83 / 100,00  |
|                         | Maria de Belém Roseira   | 363    | 5,24 / 100,00   |
|                         | Vitorino Silva           | 157    | 2,26 / 100,00   |
|                         | Paulo de Morais          | 132    | 1,90 / 100,00   |
|                         | Edgar Silva              | 109    | 1,57 / 100,00   |
|                         | Henrique Neto            | 81     | 1,17 / 100,00   |
|                         | Jorge Sequeira           | 36     | 0,52 / 100,00   |
|                         | Cândido Ferreira         | 15     | 0,22 / 100,00   |
| Votos Inválidos         | Votos Inválidos          | 177    | 2,49 / 100,00   |
| Total                   | Total                    | 7 109  | 100,00 / 100,00 |
| Eleitorado/Participação | Eleitorado/Participação  | 27 811 | 25,56 / 100,00  |

| Freguesia                  | %     | %     | %     | %    | %    | %    | %    | %    | %    | %    | Votantes |
| Freguesia                  | MRS   | ASN   | MM    | MBR  | VS   | PM   | ES   | HN   | JS   | CF   | Votantes |
| -------------------------- | ----- | ----- | ----- | ---- | ---- | ---- | ---- | ---- | ---- | ---- | -------- |
| Calhetas                   | 55,81 | 16,74 | 15,81 | 7,91 | 2,33 | 0,47 | 0    | 0,47 | 0,47 | 0    | 220      |
| Fenais da Ajuda            | 64,98 | 9,34  | 12,45 | 5,45 | 2,72 | 1,17 | 0,78 | 0,78 | 0,78 | 1,56 | 259      |
| Lomba da Maia              | 59,38 | 17,23 | 8,31  | 7,08 | 2,46 | 2,15 | 1,54 | 1,23 | 0,31 | 0,31 | 329      |
| Lomba de São Pedro         | 56,03 | 21,55 | 8,62  | 3,45 | 2,59 | 5,17 | 1,72 | 0    | 0    | 0,86 | 124      |
| Maia                       | 53,54 | 25,24 | 6,12  | 7,27 | 2,49 | 2,10 | 1,72 | 1,34 | 0,19 | 0    | 541      |
| Pico da Pedra              | 49,62 | 24,06 | 11,34 | 4,28 | 3,15 | 2,90 | 2,27 | 1,26 | 0,88 | 0,25 | 824      |
| Porto Formoso              | 51,40 | 22,43 | 10,90 | 9,97 | 0,93 | 0,62 | 1,25 | 1,25 | 0,93 | 0,31 | 329      |
| Rabo de Peixe              | 56,04 | 13,52 | 18,60 | 3,97 | 2,03 | 2,20 | 1,44 | 1,27 | 0,85 | 0,08 | 1 216    |
| Ribeira Grande (Conceição) | 53,51 | 22,43 | 10,81 | 5,00 | 2,43 | 2,70 | 1,08 | 1,35 | 0,41 | 0,27 | 751      |
| Ribeira Grande (Matriz)    | 55,21 | 20,12 | 13,01 | 5,40 | 1,47 | 1,23 | 1,23 | 1,47 | 0,86 | 0    | 823      |
| Ribeira Seca               | 61,93 | 17,63 | 10,07 | 4,15 | 2,67 | 0,89 | 1,19 | 1,19 | 0    | 0,30 | 692      |
| Ribeirinha                 | 54,39 | 18,78 | 11,71 | 5,61 | 1,71 | 3,17 | 3,41 | 0,98 | 0    | 0,24 | 424      |
| Santa Bárbara              | 69,11 | 14,01 | 7,01  | 3,82 | 1,91 | 0,96 | 1,91 | 0,96 | 0,32 | 0    | 328      |
| São Brás                   | 67,62 | 15,16 | 4,10  | 6,56 | 3,28 | 0,41 | 2,46 | 0,41 | 0    | 0    | 249      |
| Ribeira Grande             | 56,49 | 18,80 | 11,83 | 5,24 | 2,26 | 1,90 | 1,57 | 1,17 | 0,52 | 0,22 | 7 109    |

### Santa Cruz da Graciosa
| Candidato               | Candidato                | Votos | %               |
| ----------------------- | ------------------------ | ----- | --------------- |
|                         | Marcelo Rebelo de Sousa  | 758   | 55,09 / 100,00  |
|                         | António Sampaio da Nóvoa | 349   | 25,36 / 100,00  |
|                         | Marisa Matias            | 113   | 8,21 / 100,00   |
|                         | Maria de Belém Roseira   | 77    | 5,60 / 100,00   |
|                         | Vitorino Silva           | 32    | 2,33 / 100,00   |
|                         | Paulo de Morais          | 22    | 1,60 / 100,00   |
|                         | Edgar Silva              | 9     | 0,65 / 100,00   |
|                         | Henrique Neto            | 7     | 0,51 / 100,00   |
|                         | Cândido Ferreira         | 7     | 0,51 / 100,00   |
|                         | Jorge Sequeira           | 2     | 0,15 / 100,00   |
| Votos Inválidos         | Votos Inválidos          | 43    | 3,03 / 100,00   |
| Total                   | Total                    | 1 419 | 100,00 / 100,00 |
| Eleitorado/Participação | Eleitorado/Participação  | 4 469 | 31,75 / 100,00  |

| Freguesia              | %     | %     | %     | %    | %    | %    | %    | %    | %    | %    | Votantes |
| Freguesia              | MRS   | ASN   | MM    | MBR  | VS   | PM   | ES   | HN   | CF   | JS   | Votantes |
| ---------------------- | ----- | ----- | ----- | ---- | ---- | ---- | ---- | ---- | ---- | ---- | -------- |
| Guadalupe              | 67,58 | 18,13 | 6,87  | 3,02 | 1,92 | 1,37 | 0    | 0,55 | 0,55 | 0    | 372      |
| Luz                    | 45,45 | 36,36 | 6,82  | 5,68 | 2,84 | 0,57 | 0,57 | 0    | 1,70 | 0    | 188      |
| Santa Cruz da Graciosa | 48,64 | 28,21 | 8,37  | 7,20 | 2,92 | 2,33 | 0,78 | 0,78 | 0,39 | 0,39 | 530      |
| São Mateus             | 56,52 | 22,98 | 10,25 | 5,90 | 1,55 | 1,24 | 1,24 | 0,31 | 0    | 0    | 329      |
| Santa Cruz da Graciosa | 55,09 | 25,36 | 8,21  | 5,60 | 2,33 | 1,60 | 0,65 | 0,51 | 0,51 | 0,15 | 1 419    |

### Santa Cruz das Flores
| Candidato               | Candidato                | Votos | %               |
| ----------------------- | ------------------------ | ----- | --------------- |
|                         | Marcelo Rebelo de Sousa  | 340   | 53,97 / 100,00  |
|                         | António Sampaio da Nóvoa | 139   | 22,06 / 100,00  |
|                         | Marisa Matias            | 50    | 7,94 / 100,00   |
|                         | Maria de Belém Roseira   | 35    | 5,56 / 100,00   |
|                         | Vitorino Silva           | 26    | 4,13 / 100,00   |
|                         | Edgar Silva              | 18    | 2,86 / 100,00   |
|                         | Paulo de Morais          | 12    | 1,90 / 100,00   |
|                         | Henrique Neto            | 6     | 0,95 / 100,00   |
|                         | Jorge Sequeira           | 3     | 0,48 / 100,00   |
|                         | Cândido Ferreira         | 1     | 0,16 / 100,00   |
| Votos Inválidos         | Votos Inválidos          | 24    | 3,67 / 100,00   |
| Total                   | Total                    | 654   | 100,00 / 100,00 |
| Eleitorado/Participação | Eleitorado/Participação  | 1 921 | 34,04 / 100,00  |

| Freguesia             | %     | %     | %     | %     | %    | %     | %    | %    | %    | %    | Votantes |
| Freguesia             | MRS   | ASN   | MM    | MBR   | VS   | ES    | PM   | HN   | JS   | CF   | Votantes |
| --------------------- | ----- | ----- | ----- | ----- | ---- | ----- | ---- | ---- | ---- | ---- | -------- |
| Caveira               | 55,81 | 25,58 | 6,98  | 2,33  | 6,98 | 0     | 2,33 | 0    | 0    | 0    | 45       |
| Cedros                | 40,00 | 10,00 | 14,00 | 10,00 | 6,00 | 16,00 | 2,00 | 0    | 2,00 | 0    | 52       |
| Ponta Delgada         | 67,54 | 16,67 | 4,39  | 5,26  | 3,51 | 0,88  | 0,88 | 0    | 0    | 0,88 | 118      |
| Santa Cruz das Flores | 51,77 | 24,59 | 8,27  | 5,44  | 3,78 | 2,13  | 2,13 | 1,42 | 0,47 | 0    | 439      |
| Santa Cruz das Flores | 53,97 | 22,06 | 7,94  | 5,56  | 4,13 | 2,86  | 1,90 | 0,95 | 0,48 | 0,16 | 654      |

### São Roque do Pico
| Candidato               | Candidato                | Votos | %               |
| ----------------------- | ------------------------ | ----- | --------------- |
|                         | Marcelo Rebelo de Sousa  | 615   | 53,85 / 100,00  |
|                         | António Sampaio da Nóvoa | 267   | 23,38 / 100,00  |
|                         | Marisa Matias            | 115   | 10,07 / 100,00  |
|                         | Maria de Belém Roseira   | 61    | 5,34 / 100,00   |
|                         | Vitorino Silva           | 41    | 3,59 / 100,00   |
|                         | Paulo de Morais          | 25    | 2,19 / 100,00   |
|                         | Henrique Neto            | 8     | 0,70 / 100,00   |
|                         | Edgar Silva              | 5     | 0,44 / 100,00   |
|                         | Cândido Ferreira         | 3     | 0,26 / 100,00   |
|                         | Jorge Sequeira           | 2     | 0,18 / 100,00   |
| Votos Inválidos         | Votos Inválidos          | 31    | 2,64 / 100,00   |
| Total                   | Total                    | 1 173 | 100,00 / 100,00 |
| Eleitorado/Participação | Eleitorado/Participação  | 3 200 | 36,66 / 100,00  |

| Freguesia         | %     | %     | %     | %    | %    | %    | %    | %    | %    | %    | Votantes |
| Freguesia         | MRS   | ASN   | MM    | MBR  | VS   | PM   | HN   | ES   | CF   | JS   | Votantes |
| ----------------- | ----- | ----- | ----- | ---- | ---- | ---- | ---- | ---- | ---- | ---- | -------- |
| Prainha           | 57,43 | 23,27 | 9,90  | 5,45 | 1,49 | 0    | 0,99 | 0,50 | 0,50 | 0,50 | 208      |
| Santa Luzia       | 60,68 | 21,37 | 11,11 | 3,42 | 2,56 | 0    | 0    | 0,85 | 0    | 0    | 119      |
| Santo Amaro       | 56,69 | 27,39 | 7,64  | 4,46 | 1,91 | 1,91 | 0    | 0    | 0    | 0    | 160      |
| Santo António     | 42,86 | 30,54 | 11,33 | 5,91 | 4,43 | 3,45 | 0,49 | 0,49 | 0    | 0,49 | 212      |
| São Roque do Pico | 54,43 | 19,44 | 10,15 | 5,83 | 4,97 | 3,24 | 1,08 | 0,43 | 0,43 | 0    | 474      |
| São Roque do Pico | 53,85 | 23,38 | 10,07 | 5,34 | 3,59 | 2,19 | 0,70 | 0,44 | 0,26 | 0,18 | 1 173    |

### Velas
| Candidato               | Candidato                | Votos | %               |
| ----------------------- | ------------------------ | ----- | --------------- |
|                         | Marcelo Rebelo de Sousa  | 1 134 | 65,32 / 100,00  |
|                         | António Sampaio da Nóvoa | 294   | 16,94 / 100,00  |
|                         | Marisa Matias            | 122   | 7,03 / 100,00   |
|                         | Vitorino Silva           | 65    | 3,74 / 100,00   |
|                         | Maria de Belém Roseira   | 57    | 3,28 / 100,00   |
|                         | Paulo de Morais          | 25    | 1,44 / 100,00   |
|                         | Edgar Silva              | 14    | 0,81 / 100,00   |
|                         | Henrique Neto            | 13    | 0,75 / 100,00   |
|                         | Jorge Sequeira           | 9     | 0,52 / 100,00   |
|                         | Cândido Ferreira         | 3     | 0,17 / 100,00   |
| Votos Inválidos         | Votos Inválidos          | 31    | 1,76 / 100,00   |
| Total                   | Total                    | 1 767 | 100,00 / 100,00 |
| Eleitorado/Participação | Eleitorado/Participação  | 5 028 | 35,14 / 100,00  |

| Freguesia    | %     | %     | %    | %    | %    | %    | %    | %    | %    | %    | Votantes |
| Freguesia    | MRS   | ASN   | MM   | VS   | MBR  | PM   | ES   | HN   | JS   | CF   | Votantes |
| ------------ | ----- | ----- | ---- | ---- | ---- | ---- | ---- | ---- | ---- | ---- | -------- |
| Manadas      | 65,71 | 16,43 | 7,86 | 3,57 | 3,57 | 0    | 0,71 | 0,71 | 0,71 | 0,71 | 144      |
| Norte Grande | 69,75 | 12,61 | 8,82 | 3,36 | 3,36 | 1,26 | 0    | 0,84 | 0    | 0    | 243      |
| Rosais       | 73,54 | 13,90 | 5,38 | 3,14 | 1,35 | 0    | 0,45 | 1,35 | 0,90 | 0    | 230      |
| Santo Amaro  | 63,35 | 15,14 | 7,97 | 5,58 | 3,59 | 1,59 | 1,20 | 0,80 | 0,40 | 0,40 | 255      |
| Urzelina     | 69,57 | 16,72 | 4,35 | 3,68 | 2,34 | 1,67 | 0,67 | 0,33 | 0,67 | 0    | 303      |
| Velas        | 58,97 | 20,85 | 7,69 | 3,42 | 4,27 | 2,22 | 1,20 | 0,68 | 0,51 | 0,17 | 592      |
| Velas        | 65,32 | 16,94 | 7,03 | 3,74 | 3,28 | 1,44 | 0,81 | 0,75 | 0,52 | 0,17 | 1 767    |

### Vila da Praia da Vitória
| Candidato               | Candidato                | Votos  | %               |
| ----------------------- | ------------------------ | ------ | --------------- |
|                         | Marcelo Rebelo de Sousa  | 3 421  | 61,03 / 100,00  |
|                         | António Sampaio da Nóvoa | 1 140  | 20,34 / 100,00  |
|                         | Marisa Matias            | 433    | 7,73 / 100,00   |
|                         | Maria de Belém Roseira   | 263    | 4,69 / 100,00   |
|                         | Vitorino Silva           | 122    | 2,18 / 100,00   |
|                         | Paulo de Morais          | 93     | 1,66 / 100,00   |
|                         | Edgar Silva              | 65     | 1,16 / 100,00   |
|                         | Henrique Neto            | 41     | 0,73 / 100,00   |
|                         | Cândido Ferreira         | 15     | 0,27 / 100,00   |
|                         | Jorge Sequeira           | 12     | 0,21 / 100,00   |
| Votos Inválidos         | Votos Inválidos          | 150    | 2,61 / 100,00   |
| Total                   | Total                    | 5 755  | 100,00 / 100,00 |
| Eleitorado/Participação | Eleitorado/Participação  | 19 353 | 29,74 / 100,00  |

| Freguesia                     | %     | %     | %     | %    | %    | %    | %    | %    | %    | %    | Votantes |
| Freguesia                     | MRS   | ASN   | MM    | MBR  | VS   | PM   | ES   | HN   | CF   | JS   | Votantes |
| ----------------------------- | ----- | ----- | ----- | ---- | ---- | ---- | ---- | ---- | ---- | ---- | -------- |
| Agualva                       | 64,98 | 22,69 | 3,74  | 4,85 | 0,88 | 0,66 | 0,66 | 0,88 | 0,66 | 0    | 463      |
| Biscoitos                     | 56,37 | 20,28 | 12,03 | 4,48 | 2,12 | 2,12 | 2,12 | 0,47 | 0    | 0    | 437      |
| Cabo da Praia                 | 68,58 | 14,60 | 5,75  | 4,87 | 0,88 | 2,65 | 0,88 | 1,33 | 0,44 | 0    | 232      |
| Fonte do Bastardo             | 60,00 | 21,02 | 5,42  | 8,14 | 2,37 | 0,68 | 1,02 | 1,02 | 0    | 0,34 | 303      |
| Fontinhas                     | 64,83 | 21,88 | 3,27  | 4,29 | 1,84 | 1,84 | 0,61 | 1,02 | 0,41 | 0    | 505      |
| Lajes                         | 61,03 | 16,58 | 9,69  | 4,74 | 2,91 | 1,83 | 1,61 | 0,65 | 0,22 | 0,75 | 945      |
| Porto Martins                 | 58,58 | 21,64 | 10,29 | 4,49 | 1,32 | 2,37 | 0,26 | 0,79 | 0    | 0,26 | 385      |
| Praia da Vitória (Santa Cruz) | 59,00 | 22,10 | 8,60  | 3,85 | 2,61 | 1,50 | 1,37 | 0,72 | 0,13 | 0,13 | 1 585    |
| Quatro Ribeiras               | 57,78 | 25,19 | 5,19  | 6,67 | 1,48 | 1,48 | 1,48 | 0    | 0,74 | 0    | 139      |
| São Brás                      | 61,15 | 18,08 | 7,31  | 5,38 | 4,23 | 1,92 | 1,15 | 0,38 | 0,38 | 0    | 268      |
| Vila Nova                     | 63,96 | 19,38 | 4,79  | 6,88 | 1,25 | 1,67 | 0,63 | 0,63 | 0,63 | 0,21 | 493      |
| Praia da Vitória              | 61,03 | 20,34 | 7,73  | 4,69 | 2,18 | 1,66 | 1,16 | 0,73 | 0,27 | 0,21 | 5 755    |

### Vila do Porto
| Candidato               | Candidato                | Votos | %               |
| ----------------------- | ------------------------ | ----- | --------------- |
|                         | Marcelo Rebelo de Sousa  | 755   | 50,91 / 100,00  |
|                         | António Sampaio da Nóvoa | 346   | 23,33 / 100,00  |
|                         | Marisa Matias            | 160   | 10,79 / 100,00  |
|                         | Maria de Belém Roseira   | 85    | 5,73 / 100,00   |
|                         | Paulo de Morais          | 50    | 3,37 / 100,00   |
|                         | Vitorino Silva           | 48    | 3,24 / 100,00   |
|                         | Edgar Silva              | 22    | 1,48 / 100,00   |
|                         | Henrique Neto            | 13    | 0,88 / 100,00   |
|                         | Cândido Ferreira         | 3     | 0,20 / 100,00   |
|                         | Jorge Sequeira           | 1     | 0,07 / 100,00   |
| Votos Inválidos         | Votos Inválidos          | 38    | 2,50 / 100,00   |
| Total                   | Total                    | 1 521 | 100,00 / 100,00 |
| Eleitorado/Participação | Eleitorado/Participação  | 5 502 | 27,64 / 100,00  |

| Freguesia      | %     | %     | %     | %     | %    | %    | %    | %    | %    | %    | Votantes |
| Freguesia      | MRS   | ASN   | MM    | MBR   | PM   | VS   | ES   | HN   | CF   | JS   | Votantes |
| -------------- | ----- | ----- | ----- | ----- | ---- | ---- | ---- | ---- | ---- | ---- | -------- |
| Almagreira     | 53,15 | 25,17 | 8,39  | 4,90  | 2,10 | 3,50 | 2,10 | 0,70 | 0    | 0    | 148      |
| Santa Bárbara  | 55,88 | 12,50 | 11,76 | 11,03 | 0    | 2,94 | 3,68 | 1,47 | 0    | 0,74 | 140      |
| Santo Espírito | 56,74 | 19,86 | 8,51  | 4,26  | 1,42 | 4,96 | 1,42 | 1,42 | 1,42 | 0    | 146      |
| São Pedro      | 48,74 | 17,59 | 18,09 | 7,54  | 1,51 | 5,03 | 0,50 | 0,50 | 0,50 | 0    | 204      |
| Vila do Porto  | 49,31 | 26,62 | 9,72  | 4,86  | 4,86 | 2,55 | 1,27 | 0,81 | 0    | 0    | 883      |
| Vila do Porto  | 50,91 | 23,33 | 10,79 | 5,73  | 3,37 | 3,24 | 1,48 | 0,88 | 0,20 | 0,07 | 1 521    |

### Vila Franca do Campo
| Candidato               | Candidato                | Votos  | %               |
| ----------------------- | ------------------------ | ------ | --------------- |
|                         | Marcelo Rebelo de Sousa  | 1 452  | 60,32 / 100,00  |
|                         | António Sampaio da Nóvoa | 502    | 20,86 / 100,00  |
|                         | Marisa Matias            | 190    | 7,89 / 100,00   |
|                         | Maria de Belém Roseira   | 129    | 5,36 / 100,00   |
|                         | Paulo de Morais          | 41     | 1,70 / 100,00   |
|                         | Edgar Silva              | 32     | 1,33 / 100,00   |
|                         | Vitorino Silva           | 30     | 1,25 / 100,00   |
|                         | Henrique Neto            | 13     | 0,54 / 100,00   |
|                         | Cândido Ferreira         | 9      | 0,37 / 100,00   |
|                         | Jorge Sequeira           | 9      | 0,37 / 100,00   |
| Votos Inválidos         | Votos Inválidos          | 78     | 3,14 / 100,00   |
| Total                   | Total                    | 2 485  | 100,00 / 100,00 |
| Eleitorado/Participação | Eleitorado/Participação  | 10 534 | 23,59 / 100,00  |

| Freguesia                         | %     | %     | %     | %     | %    | %    | %    | %    | %    | %    | Votantes |
| Freguesia                         | MRS   | ASN   | MM    | MBR   | PM   | ES   | VS   | HN   | CF   | JS   | Votantes |
| --------------------------------- | ----- | ----- | ----- | ----- | ---- | ---- | ---- | ---- | ---- | ---- | -------- |
| Água de Alto                      | 61,54 | 22,49 | 5,62  | 5,03  | 2,07 | 0,89 | 1,18 | 0,30 | 0,30 | 0,59 | 348      |
| Ponta Garça                       | 65,07 | 16,47 | 8,37  | 4,52  | 1,46 | 1,59 | 1,20 | 0,53 | 0,40 | 0,40 | 772      |
| Ribeira das Tainhas               | 53,05 | 17,37 | 10,80 | 12,21 | 1,88 | 1,41 | 1,88 | 1,41 | 0    | 0    | 233      |
| Ribeira Seca                      | 62,31 | 19,60 | 7,54  | 5,03  | 1,01 | 1,01 | 3,02 | 0,50 | 0    | 0    | 206      |
| Vila Franca do Campo (São Miguel) | 55,17 | 26,86 | 7,44  | 4,72  | 1,45 | 1,63 | 1,27 | 0,36 | 0,73 | 0,36 | 566      |
| Vila Franca do Campo (São Pedro)  | 60,34 | 22,10 | 8,22  | 4,53  | 2,55 | 0,85 | 0    | 0,57 | 0,28 | 0,57 | 360      |
| Vila Franca do Campo              | 60,32 | 20,86 | 7,89  | 5,36  | 1,70 | 1,33 | 1,25 | 0,54 | 0,37 | 0,37 | 2 485    |